# Ordubad
Ordubad è una città dell'Azerbaigian, capoluogo dell'omonimo distretto, che fa parte della Repubblica Autonoma di Naxçıvan.